# 普達韋爾

普達韋爾（西班牙語：Pudahuel），是智利的城鎮，位於該國中部聖地亞哥首都大區的聖地亞哥省，始建於1897年2月25日，面積197平方公里，海拔高度500米，2002年人口230,658人，人口密度每平方公里1,200人。
33°26′S 70°46′W / 33.433°S 70.767°W